# Brandgans
Die Brandgans (Tadorna tadorna) ist eine Art aus der Familie der Entenvögel, die zur Unterfamilie der Halbgänse (Tadorninae) gehört. Halbgänse ähneln in ihrem Habitus Gänsen, sie haben jedoch auch Merkmale, wie sie für Eigentliche Enten charakteristisch sind. Vor allem in älterer Literatur findet man daher für diese Art die Bezeichnung Brandente.
Die Brandgans kommt in zwei voneinander getrennten Populationen vor, die etwas unterschiedliche Lebensräume nutzen. In Europa ist die Brandgans eine Art, die sich vor allem an der Küste aufhält. Die asiatische Population lebt überwiegend an salzigen und brackigen Steppengewässern. Es werden trotzdem keine Unterarten für diese Art unterschieden.

## Name
Die wissenschaftliche Artbezeichnung tadorna ist die latinisierte Form der französischen Bezeichnung für diesen Entenvogel. Die Bezeichnung Brandgans leitet sich möglicherweise von einem der charakteristischen Merkmale dieser Art ab, nämlich dem rostbraunen Brustband. Dies wäre dann ähnlich wie bei der inzwischen veralteten Bezeichnung Brandfink für den Karmingimpel. In älterer Literatur findet man gelegentlich auch noch die Bezeichnung Fuchsgans für diese Art, da die Brandgans gelegentlich in Fuchsbauen brütet.

## Beschreibung

### Adulte Vögel

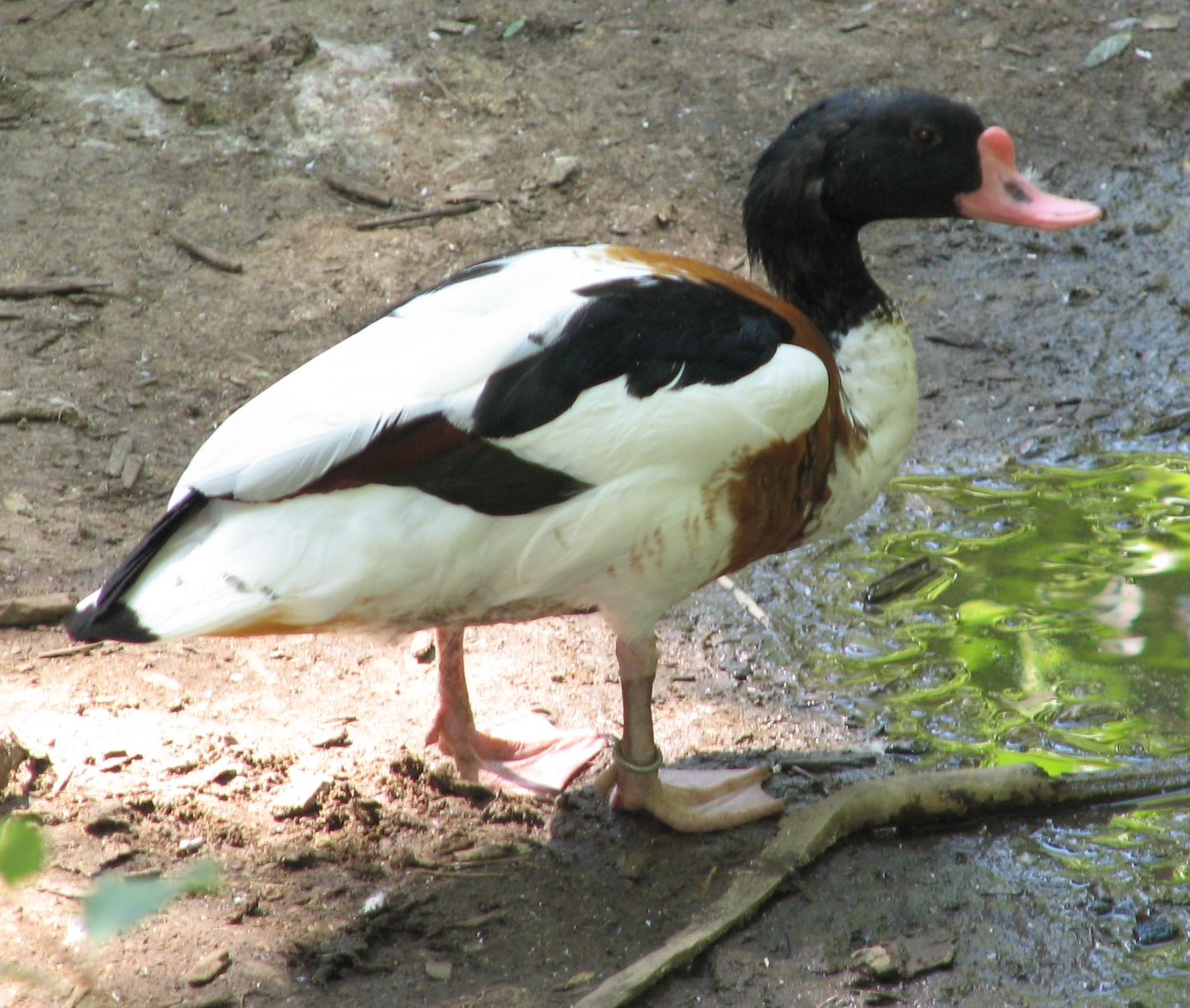
Männchen im Ruhekleid

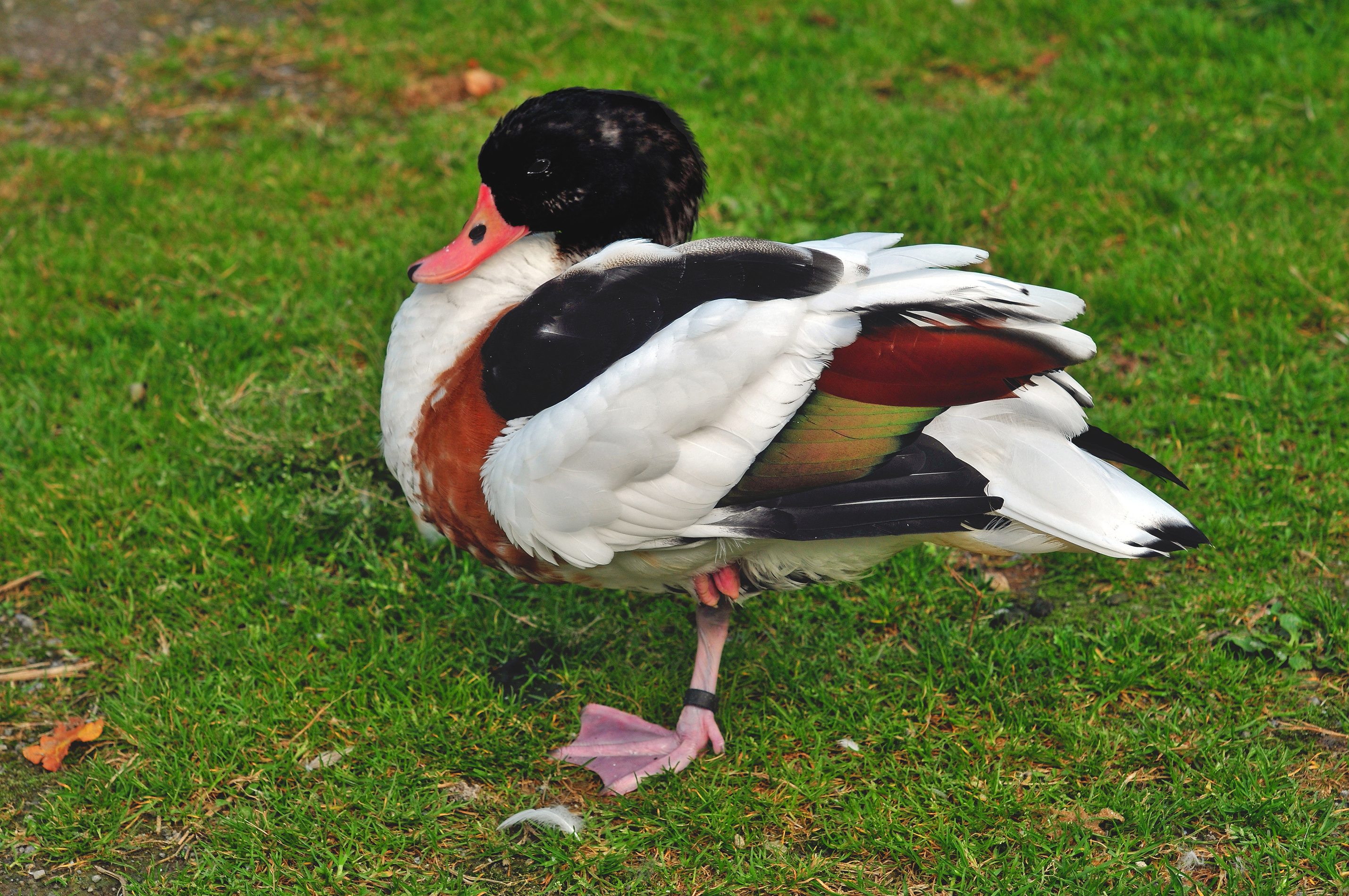
Ein Weibchen plustert seine Federn auf zum Putzen.

Brandgänse erreichen ausgewachsen eine Körperlänge von 58 bis 67 Zentimetern und haben eine Flügelspannweite von 110 bis 133 Zentimetern. Das Gewicht schwankt sehr stark. Bei einer Untersuchung im Südwesten des Kaspischen Meeres wogen die Männchen im Februar zwischen 830 und 1500 Gramm. Das durchschnittliche Gewicht betrug 1180 Gramm. Weibchen waren mit durchschnittlich 813 Gramm und einer Gewichtsspannbreite von 562 bis 1085 Gramm deutlich leichter. Die Art hat eine gänseartige Gestalt und ist auf Grund der auffallend kontrastreichen Färbung des Gefieders unverwechselbar. Durch die Gefiederfärbung besteht zwar eine entfernte Ähnlichkeit mit der Löffelente, die Größe der Brandgans, ihre Langbeinigkeit sowie ihre Körperhaltung und ihr kurzer Schnabel schließen jedoch aus, dass sie mit dieser Ente verwechselt werden kann.
Im Prachtkleid sind beim Männchen der Kopf und der Vorderhals leicht schillernd schwarzgrün. Von den Schultern ausgehend verläuft je Körperseite ein grünschwarzes Längsband nach hinten. Rund um die vordere Brust und den vorderen Rücken zieht sich ein breites rotbraunes Band. Ausgehend von der braunen Brust verläuft ein weiteres schwarzes Band zum Bauch. Das Körpergefieder ist ansonsten überwiegend weiß.
Die Federn der Handschwingen sowie die Innenfahnen der Armschwingen sind an ihrer Basis weiß. Ansonsten sind die Handschwingenfedern sowie die Innenfahnen der Armschwingenfedern schwarz, während die Außenfahnen der Armschwingenfedern stark bronzegrün schillern. Am Unterschwanz und am Ellenbogen finden sich rotbraune Abzeichen. Das Unterschwanzgefieder ist ocker, und der weiße Schwanz hat eine schmale schwarze Endbinde. Das eindeutigste Unterscheidungsmerkmal zwischen den beiden Geschlechtern ist während der Fortpflanzungszeit der rot gefärbte Schnabelhöcker, der sich nur beim Männchen ausbildet. Seine Größe variiert in Abhängigkeit von der Größe der Hoden. Der Schnabelhöcker bildet sich zurück, noch während das Weibchen brütet, und der Schnabel wird wieder dunkel rotbraun.
Im Ruhekleid sind die Farben etwas stumpfer. Die Übergänge vom weißen Körpergefieder zum rostbraunen Brustband sind dann fließender. Der Kopf wirkt mehr braunschwarz als schwarzgrün. Am Gesicht und an der Kehle sind vereinzelt weiße Federn erkennbar, die fleckförmig wirken können. Der schwarze Bauchstreif ist in dieser Zeit nur angedeutet oder kann ganz fehlen.
Anders als bei den meisten Enten besteht bei der Brandgans nur ein gering ausgeprägter Geschlechtsdimorphismus. Die Weibchen sind lediglich bis zu einem Drittel kleiner als die Männchen, und während der Fortpflanzungszeit ist das Gefieder des Männchens etwas kontrastreicher als das des Weibchens. Auch beim Weibchen schimmern Kopf und Vorderhals während der Fortpflanzungszeit schwarzgrün. Beim Weibchen sind allerdings das rotbraune Brustband und der schwarze Bauchstreif etwas schmaler als beim Männchen und etwas farbschwächer ausgebildet. Im Ruhekleid wirkt sein Kopf brauner als der des Männchens. Bei einzelnen Weibchen ist die Schnabelbasis schwärzlich.
Die Bewegungen der Brandgänse im Flug ähneln denen der Gänse. Brandgänse fliegen gewöhnlich niedrig. Große Scharen fliegen meist in unregelmäßigen Linien- oder Bogenformationen; die durchschnittliche Fluggeschwindigkeit über Grund ziehender Brandgänse beträgt 95 km/h und kann bei günstigen Windverhältnissen bis 195 km/h betragen. Fliegende Brandgänse sind wegen ihrer weißen Flügel mit dem grünen Spiegel sowie ihres auffällig kontrastreichen Körpergefieders einfach zu identifizieren.

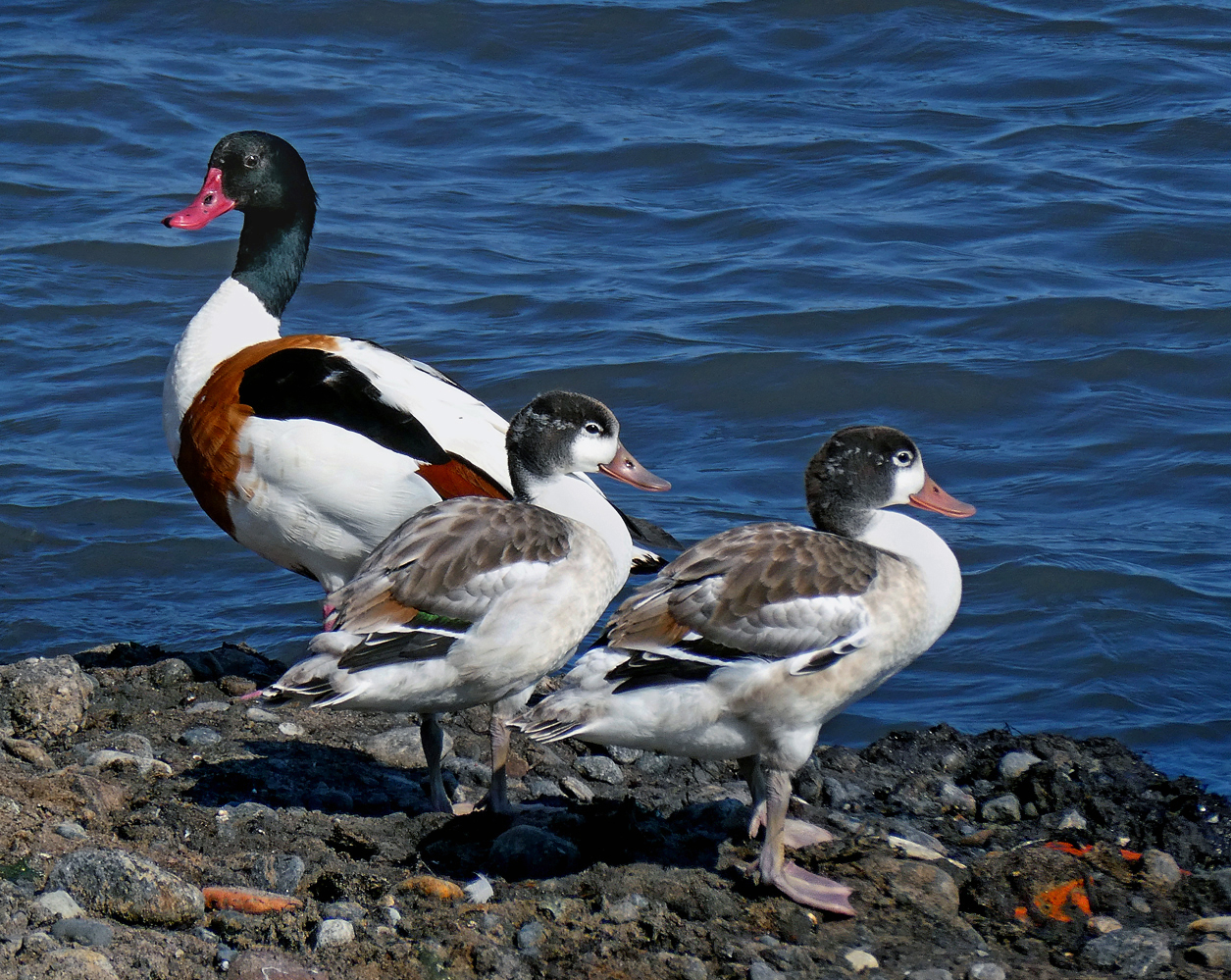
Brandgans-Weibchen mit zwei Jungvögeln

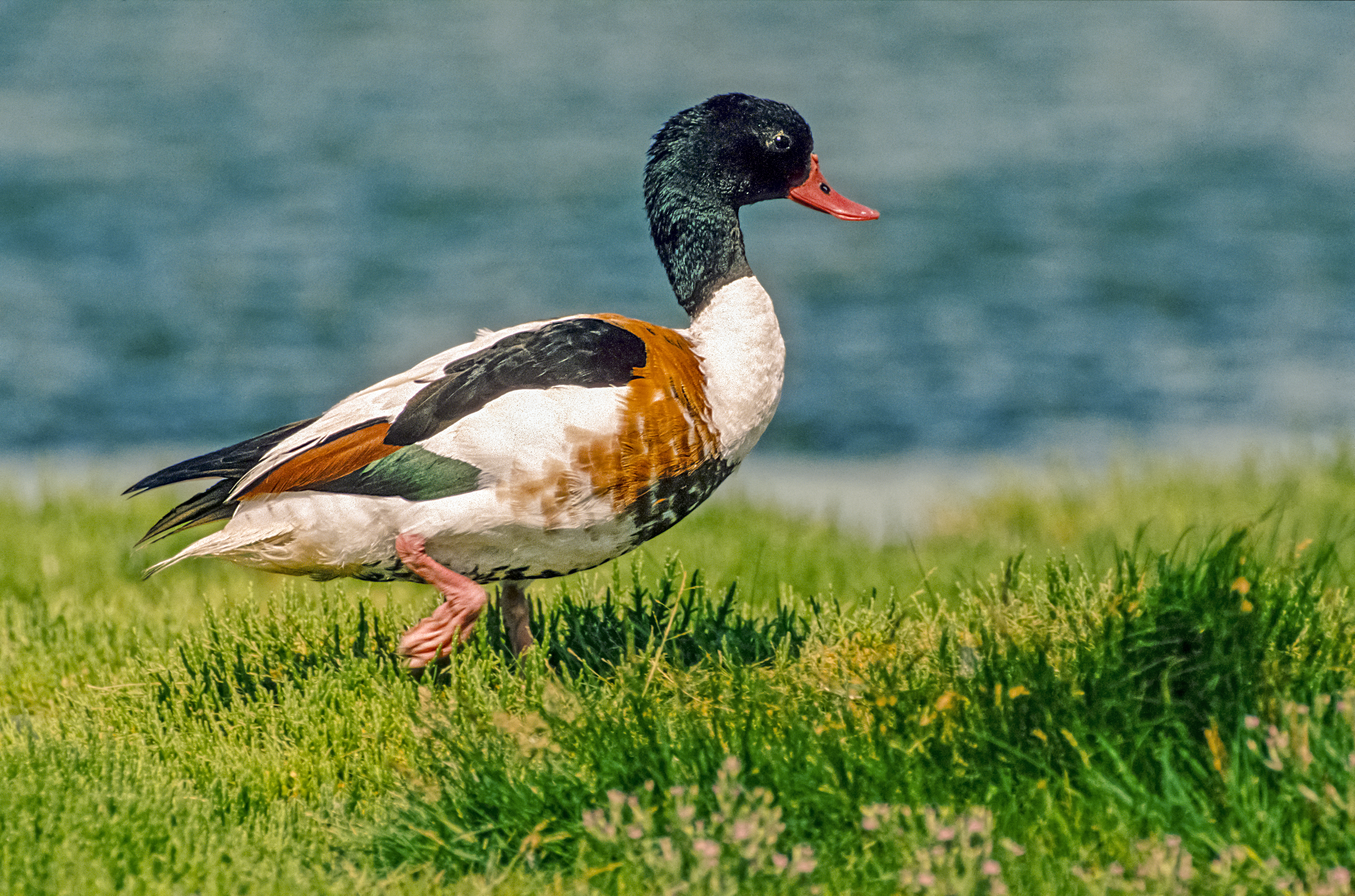
Brandgans auf Salzwiese

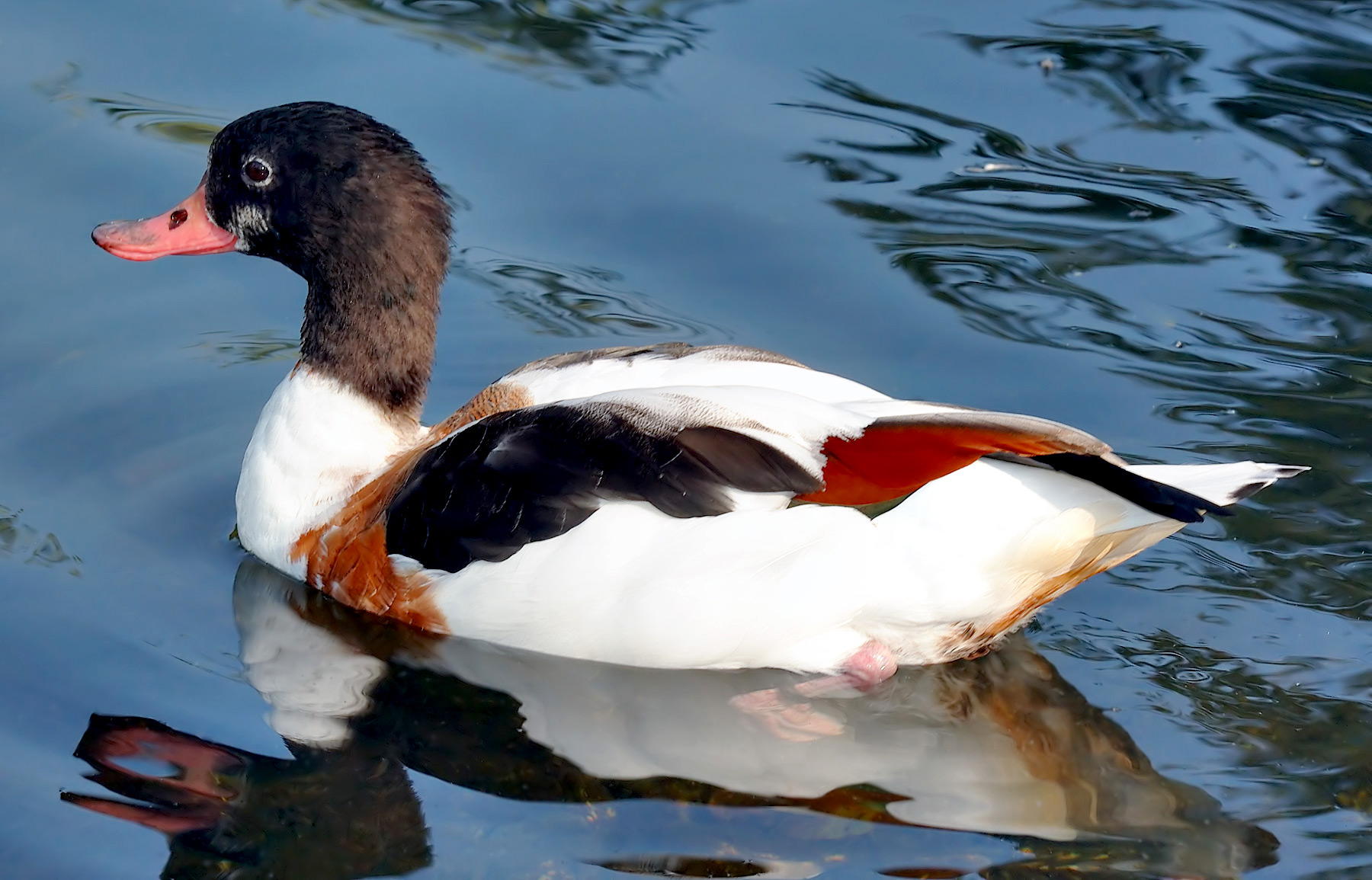
Junge Brandgans. Das Alter ist unter anderem am weißen Fleck im Gesicht zu erkennen.

### Dunen- und Jugendkleid
Die Dunenküken haben ein sehr kontrastreiches schwarzbraun-weißes Gefieder. Die Kopfplatte, ein über den Hals und den Rücken bis zum Bürzel verlaufender Streifen, sowie die Schultern und die Schenkelseiten sind schwarzbraun. Ein dunkler Fleck jeweils hinter und unter dem Auge unterscheidet die Dunenküken von denen der Rostgans. Bei frisch geschlüpften Dunenküken ist der Schnabel blass blaugrau mit einer rosafarbenen Farbschattierung unmittelbar an der Schnabelbasis und einem gelbbraunen Nagel. Füße, Beine und Schwimmhäute sind olivgrau. Zu dem Zeitpunkt, zu dem junge Brandgänse flügge werden, hat sich der Schnabel zu hellrosa umgefärbt. Der Oberschnabel ist im Bereich der Schnabelspitze noch hellgrau. Die Beine sind graurosa, die Färbung der Füße und Schwimmhäute ist etwas intensiver rosa.
Noch nicht ausgewachsene Brandgänse sind am Oberhals, am Oberkopf und am Rücken graubraun. Die Stirn, Teile des Gesichts sowie die Körperunterseite sind weiß. Von den Ellenbogenfedern sind die Außenfahnen schwarzgrau. Bei den weiblichen Jungvögeln sind sie schwach und bei den männlichen Tieren stärker rotbraun übertönt. Im ersten Alterskleid ähneln die Jungvögel bereits weitgehend den adulten Brandgänsen. Allerdings haben die Flügel noch graue Decken, und der Stirnhöcker ist bei jungen Männchen nur schwach ausgebildet.

### Mauser
Beim Ganter bildet sich der auffällige rote Schnabelhöcker bereits zurück, während das Weibchen noch dem Brutgeschäft nachgeht. Der Schnabel verfärbt sich dann dunkel-rotbraun. Bei nicht brütenden Vögeln beginnt bereits im Juni die Mauser des Kleingefieders. Bei brütenden Brandgänsen erfolgt sie einen Monat später. Kurz nach dem Beginn der Kleingefiedermauser werfen die Brandgänse ihre Schwingen ab. Sie sind dann für eine Zeitdauer von 25 bis 31 Tagen flugunfähig. Bei Brutvögeln fällt diese Zeit etwa in den Monat August. Die Teilmauser des Kleingefieders dauert bis Dezember fort. Im März bildet sich beim geschlechtsreifen Ganter der karminrote Stirnhöcker erneut.
Bei jungen Brandgänsen beginnt die Jugendmauser 10 Wochen nach dem Schlupf. Dabei wird neben dem Kleingefieder auch der größte Teil der Flügeldecken gemausert. Im Dezember tragen die jungen Brandgänse dann ihr erstes Alterskleid. Zu diesem Zeitpunkt sind sowohl der Schnabel als auch die Füße leuchtend rot.

## Stimme und Instrumentallaute
Zu den Instrumentallauten der Brandgans gehört ein pfeifend-schwirrendes Fluggeräusch. Ähnlich wie bei Enten gehört zur Balz ein Scheinputzen des Gefieders, bei dem der Schnabel ein Rattern auf den Kielen der Flügelfedern erzeugt.
Im Brutgebiet sind die Brandgänse sehr ruffreudige Vögel. Die Stimmen der beiden Geschlechter unterscheiden sich deutlich. Die Weibchen rufen sehr tief und sonor. Die lange, weit zu hörende nasale Rufreihe „gagagaga“ ist der Ruf des Weibchens nach dem Männchen. Sie wird sowohl von laufenden als auch fliegenden Weibchen gerufen. Die Ruffolge dieser „gagaga“-Laute ist sehr schnell, bis zu zwölf Silben pro Sekunde, so dass der Ruf nahezu trillerförmig wirkt. Auffliegende oder nach einer Störung wegschwimmende Weibchen rufen auch „ak-ak“ oder erregter „egegeg“. Die Rufe des Männchens sind dagegen hoch, pfeifend und nicht weit vernehmbar. Der Ruf des Männchens ist ein „tiju-tiju-tirrr-tiju“, das sowohl im Flug als auch am Boden gerufen wird. Der „tirrr“-Teil ist dabei ein weicher Triller, die anderen Bestandteile des Rufes werden langsam und betont gerufen oder auch sich steigernd und schnell gereiht. Besonders häufig sind die Rufe während der Balz zu hören, wenn das Männchen das Weibchen vor sich hertreibt.

## Verbreitung

### Brutgebiet
Brandgänse brüten an den europäischen Atlantikküsten bis hinunter in die Biskaya, darüber hinaus an den Küsten der westlichen Ostsee sowie im Bereich des Kaspischen Meeres. Weitere, kleinere Ansiedlungen gibt es im Westen des Mittelmeerraums. Die asiatischen Populationen bewohnen auch Flüsse und insbesondere Sumpfgebiete und Seen in Halbwüsten und Steppen. Das asiatische Verbreitungsgebiet reicht von der Türkei und dem Norden des Schwarzen Meeres über Zentralasien bis in die Mongolei und den Norden Chinas. Die Südgrenze des Verbreitungsgebietes verläuft durch den Iran und Afghanistan.
In Deutschland ist die Brandgans vorwiegend Brutvogel im Küstengebiet und auf den Inseln der Nordsee und der westlichen Ostsee. Als Brutvogel hält sie sich im Wesentlichen an die Meeresküste, dringt aber auf der Suche nach geeigneten Bruthöhlen auch weit landeinwärts vor. Die Ausdehnung in das Binnenland hängt in West- und Mitteleuropa sowie in Schweden mit der allgemeinen Bestandsentwicklung dieser Tierart zusammen. Regelmäßige Brutvorkommen im Binnenland gibt es zum Beispiel in den Rieselfeldern bei Münster (seit 1985) und vor allem am Niederrhein (seit 1961). Sie hat außerdem die Elbe aufwärts bis Dessau besiedelt.
Außerhalb der Brutzeit trifft man vor allem junge Vögel hin und wieder auf den größeren Gewässern in ganz Deutschland an.
Im Wattenmeer der deutsch-niederländischen Nordseeküste überwintern große Scharen. Bevorzugte Überwinterungsräume liegen bei Wangerooge und Mellum, im Jadebusen und an der Westküste Schleswig-Holsteins. Der Verbreitungsschwerpunkt der Brandgans liegt in Westeuropa. Im riesigen asiatischen Verbreitungsgebiet kommt sie nur inselartig vor.

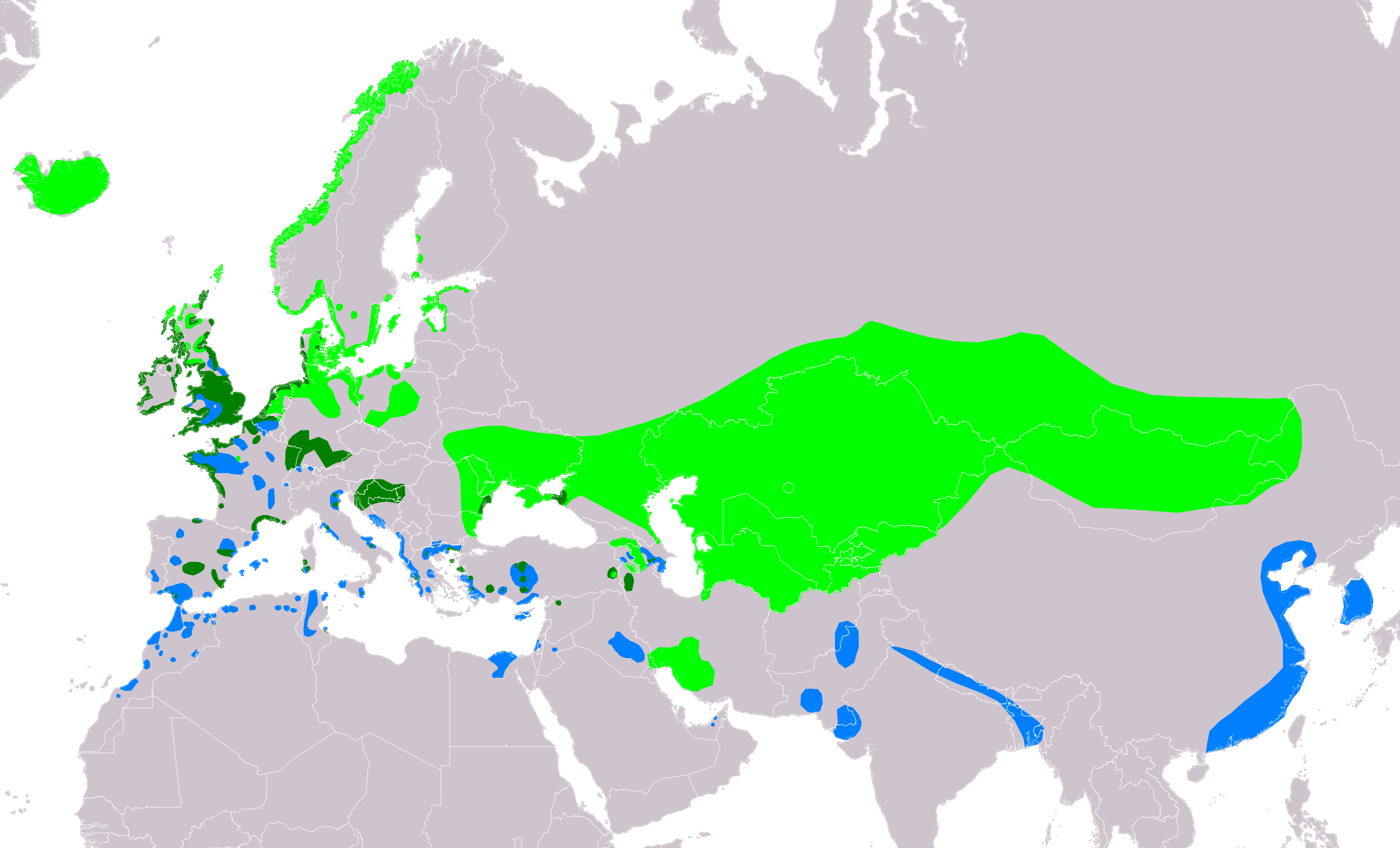
Verbreitung der Brandgans:
Brutgebiete
Ganzjähriges Vorkommen
Überwinterungsgebiete
Zusammengestellt von BirdLife International and Handbook of the Birds of the World (2019) 2019.

### Wanderungen
In Europa ist die Brandgans Strich- und Zugvogel. Sie zieht fast ausschließlich bei Nacht. Die Überwinterungsgebiete der europäischen Population liegen in der südlichen Nordsee – solange es nicht zu einer Eisbildung auf dem Wattenmeer kommt – und den britischen Gewässern, an der Atlantikküste Frankreichs, Spaniens und Portugals sowie an den Küsten des westlichen und östlichen Mittelmeers. Bis an die Atlantikküste ziehen vor allem juvenile Brandgänse aus Deutschland, den Niederlanden, Belgien und Frankreich, während die Altvögel zum größten Teil nicht über die Kanalküste hinausziehen und, solange nicht allzu strenger Frost eintritt, in großer Zahl in der südlichen Nordsee ausharren.
Von der asiatischen Population überwintern viele Brandgänse an der Küste des Kaspischen Meers. Eine kleine Zahl migriert bis in den Norden Afrikas, nach Irak, Pakistan, Nordindien, Bangladesch und Südchina.

### Mauserzug
Wie bei anderen Entenvögeln, aber zum Beispiel auch bei den Lappentauchern und Rallen, fallen bei den Brandgänsen während der Mauser die Schwungfedern gleichzeitig aus, so dass die mausernden Vögel vorübergehend flugunfähig sind. Die Tiere müssen also vor der Mauser geschützte und auch nahrungsreiche Gebiete aufsuchen, das heißt sie unternehmen einen Mauserzug. Das weitaus bedeutendste dieser als Mauserzentren bezeichneten Gebiete liegt auf den Sandwatten des Großen Knechtsandes zwischen Weser- und Elbmündung und auf Trischen, einer schleswig-holsteinischen Vogelschutzinsel vor der Meldorfer Bucht. An diesen Mauserzentren treffen sich die Brutvögel der gesamten europäischen Population (England, Irland, Niederlande, Dänemark, Norwegen, Schweden, Deutschland, Polen und den baltischen Staaten). Sogar Brutvögel aus der Camargue wandern über das europäische Binnenland bis in die südliche Nordsee.
Während des Mauserhöhepunktes Mitte August können auf dem Großen Knechtsand bis zu 100.000 Tiere angetroffen werden. Eröffnet wird der Abzug in das Mauserquartier im Juni, meist von den noch nicht geschlechtsreifen Vögeln im zweiten Kalenderjahr. Erst vierzehn Tage später setzt der Mauserzug der Brutvögel ein, die ihre Dunenjungen in von einzelnen Altvögeln betreuten Kindergärten zurücklassen. Den Zug von den Brutgebieten in die Mauserzentren legen die Vögel offenbar auf dem direktesten Wege zurück, so folgen zum Beispiel die Vögel aus dem Westen der Britischen Inseln nicht der Küste, sondern überqueren Großbritannien direkt und überwinden dabei bis zu 800 m hohe Berge.
Mitte August verlassen die ersten frisch vermauserten Brandgänse die Mauserplätze. Sie verteilen sich in den umliegenden Gebieten des Wattenmeeres und ziehen zum Teil zurück in die Brutgebiete, viele bleiben aber auch bis zum Frühjahr in der südlichen Nordsee.
Dass der Große Knechtsand so einen idealen Mauserstandort für die Brandgans bietet, liegt vor allem an den großen Schlick- und Sandbänken, die bei Niedrigwasser frei liegen, und daran, dass er auch bei stürmischer See ruhige Flachwasserzonen aufweist, so dass die Tiere jederzeit genügend Nahrung in diesem vor Menschen und Raubtieren geschützten Gebiet finden.
Asiatische Brandgänse verbringen ihre Mauserzeit dagegen in der Nähe ihrer Brutgebiete.

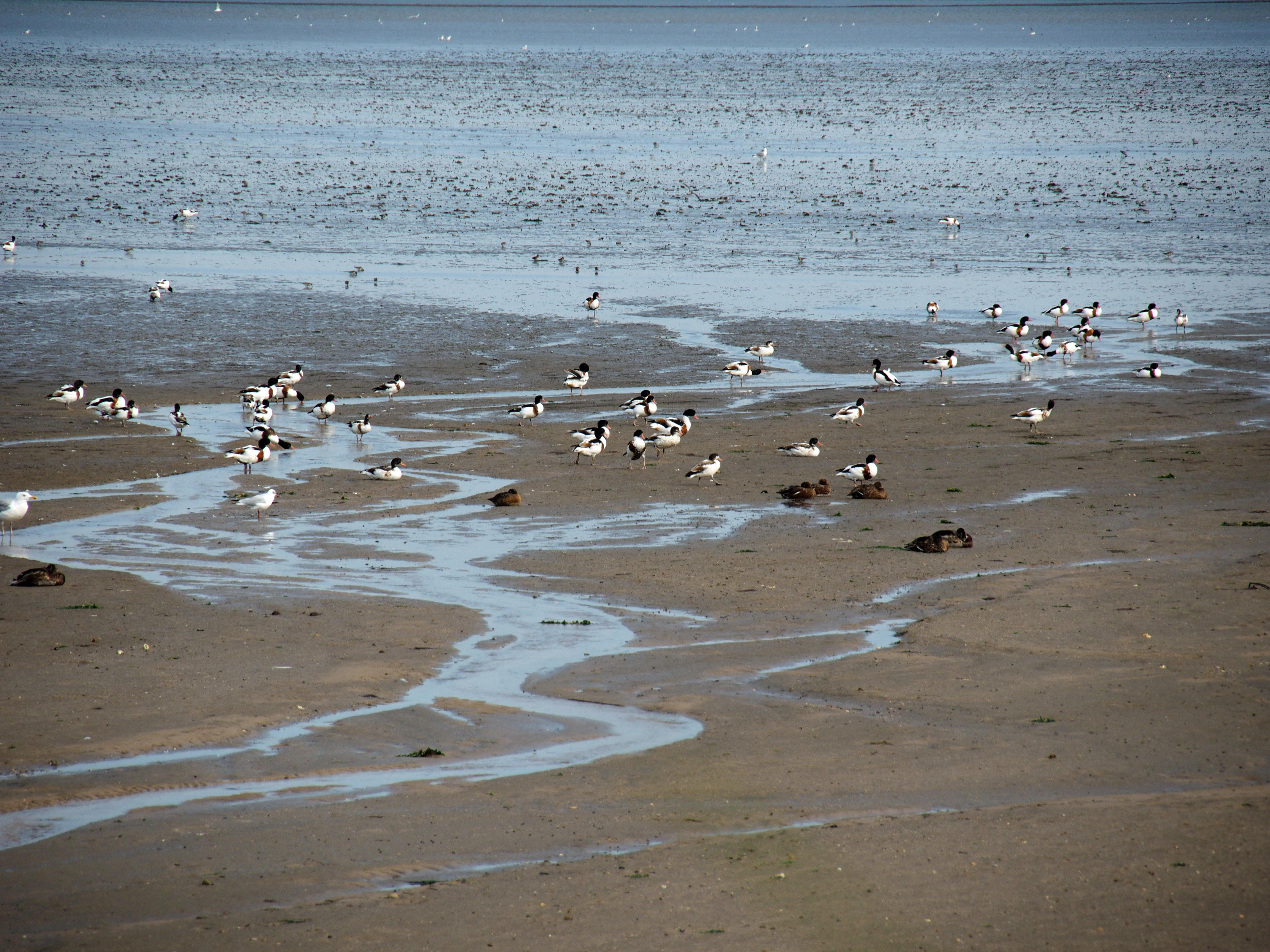
Brandgänse im Nordfriesischen Wattenmeer

## Lebensraum
Anzutreffen sind die europäischen Brandgänse überwiegend an den flachen Sand- und Wattküsten sowie entsprechenden Flussmündungen, nur sehr selten sind sie auch an steilen oder felsigen Küstenabschnitten anzutreffen. Zur Brutzeit halten sich die Tiere meist in Buchten, Bodden und Flussmündungen auf und nur ausnahmsweise an der freien Meeresküste. Im Binnenland sind sie auch an großen Klärteichen und auf Rieselfeldern anzutreffen. Als Nahrungsbiotope dienen den Brandgänsen vor allem das Watt, Schlickbänke in Flussmündungen und Seichtwasserlagunen. Die asiatischen Populationen sind anders als die europäischen vor allem an Binnenseen anzutreffen. Charakteristisch für diese Steppengewässer ist salziges und brackiges Wasser sowie ein reiches Nahrungsangebot an Kleinorganismen.

## Nahrung und Nahrungssuche

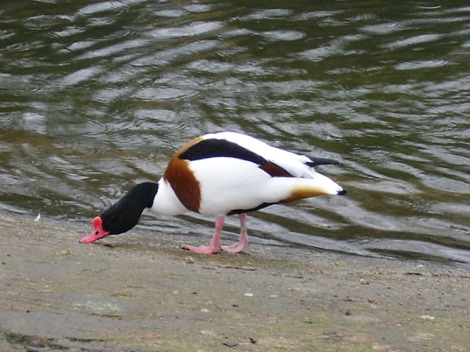
Nach Nahrung suchende Brandgans

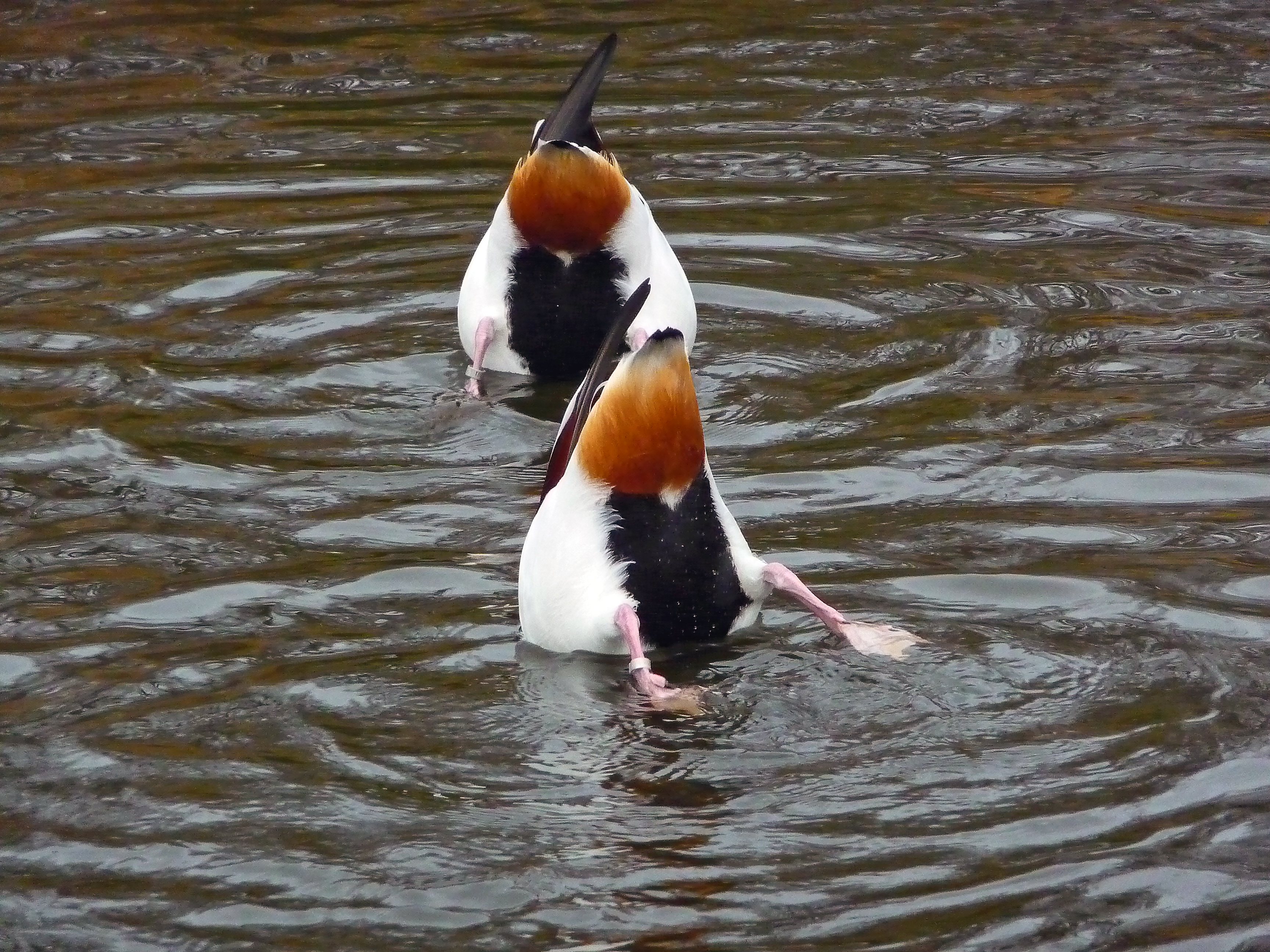
Gründelnde Brandgänse

Als Nahrung nimmt die Brandgans vor allem kleine Schnecken, Muscheln und Würmer, seltener Insekten und Wasserpflanzen auf. Die überwiegende Nahrung im deutschen Wattenmeer bilden Herzmuscheln (Cardium edule), während an der britischen Nordseeküste Wattschnecken (Hydrobia ulvae) und an den Salzseen Südosteuropas und Sibiriens Salinenkrebse (Artemia salina) eine wichtige Rolle spielen. Darüber hinaus werden aber auch Algen und im Winter Sämereien auf Feldern gefressen.
Die Nahrungssuche der Brandgänse ist weitgehend von den Gezeiten abhängig. Die Vögel suchen bei Niedrigwasser Nahrung und ruhen bei Hochwasser auf Sandbänken, Dünen oder Strandwiesen. In Abhängigkeit von Ebbe und Flut suchen Brandgänse auch während der Nacht nach Nahrung. Im Winter kann die Zeit, die Brandgänse mit der Nahrungssuche verbringen, bis zu 14 Stunden betragen.
Beim Nahrungserwerb durchseiht die Brandgans im Vorwärtsschreiten unter seitlicher Pendelbewegung des Kopfes das Wasser jeder Pfütze oder durchpflügt die Wasseroberfläche im Schwimmen mit dem Schnabel, um so treibende Nahrung aufzunehmen. Die maximale Wassertiefe, in denen Brandgänse erfolgreich Nahrung finden, liegt bei 40 Zentimetern. In dieser Tiefe tauchen Brandgänse mit ihrem gesamten Oberkörper im Wasser ein. Charakteristisch für Brandgänse ist, dass sie durch Trampelbewegungen der Füße die im Boden versteckten Muscheln freilegen. Diese Bewegungsweise ist angeboren und wird schon von eintägigen Dunenjungen gezeigt. Dunenjungen fressen bevorzugt Nereis, die zu den Vielborstern zählen, sowie Schlickkrebse wie Corophium volutator. Als Fraßreste von Muscheln und Schnecken bleiben meist nur Bruchstücke größerer Schalen zurück.

## Fortpflanzung
Brandgänse sind in der Regel monogam. Ihre partnerschaftliche Bindung ist häufig von mehrjähriger Dauer, obwohl Weibchen und Männchen oft zu unterschiedlichen Zeitpunkten das Brutgebiet zur Mauser und Überwinterung verlassen. Bei einer Untersuchung der Partnertreue unter Vögeln wiesen Brandgänse eine der niedrigsten Trennungsraten auf. Nur 2,4 Prozent der bestehenden Paare trennten sich jährlich. Die Paarbildung findet in den Jungvogelgruppen zu Beginn des Monats April während des ersten Lebensjahres statt. Bei den Brandgänsen ist starke Ortstreue die Regel. Viele Nistplätze werden seit rund dreißig Jahren besetzt. Zur Brut kommen nur die Brandgänse, die erfolgreich ein Nahrungsrevier besetzen können. Dabei handelt es sich meistens um die gesündesten und schwersten Tiere innerhalb einer regionalen Population. Die Besetzung eines Nahrungsreviers beginnt im späten Winter und endet mit dem Zeitpunkt, zu dem die Küken schlüpfen. In der Regel brüten weibliche Brandgänse das erste Mal im 2. Lebensjahr. Sich erstmals fortpflanzende männliche Brandgänse sind zwischen vier und fünf Jahren alt. Nicht brütende Brandgänse dagegen halten sich das ganze Jahr über in Trupps auf.

### Balz und Nistplatz
Die Balz beginnt bereits in den Überwinterungsgebieten und hat ihren Höhepunkt in der Phase zwischen dem Besetzen des Nistplatzes und dem Beginn der Brut. Unverpaarte Weibchen werden meist von mehreren Männchen umworben. Häufig kommt es dabei zu Reihflügen, bei denen einem auffliegenden Weibchen bis zu zehn Männchen folgen. Zur Balz des Erpels am Boden gehört ein senkrechtes Emporstrecken von Kopf und Hals sowie drehende Pumpbewegungen, die mit Kopf und Hals ausgeführt werden. Bei Brandgänsen kann man eine Gemeinschaftsbalz beobachten, was sie von anderen Gänsevögeln unterscheidet. Dabei finden sich mehrere Brutpaare an einer Stelle ein, die meist etwas erhöht liegt und gute Sichtmöglichkeiten bietet. Zwischen den Paaren kommt es dabei zu Attacken und Scheingefechten. Die eigentliche Begattung findet im Wasser statt und wird durch Schnabeleintauchen und Scheinputzen durch beide Geschlechter eingeleitet. Die Paarungsbereitschaft signalisiert das Weibchen, indem es sich flach im Wasser ausstreckt.

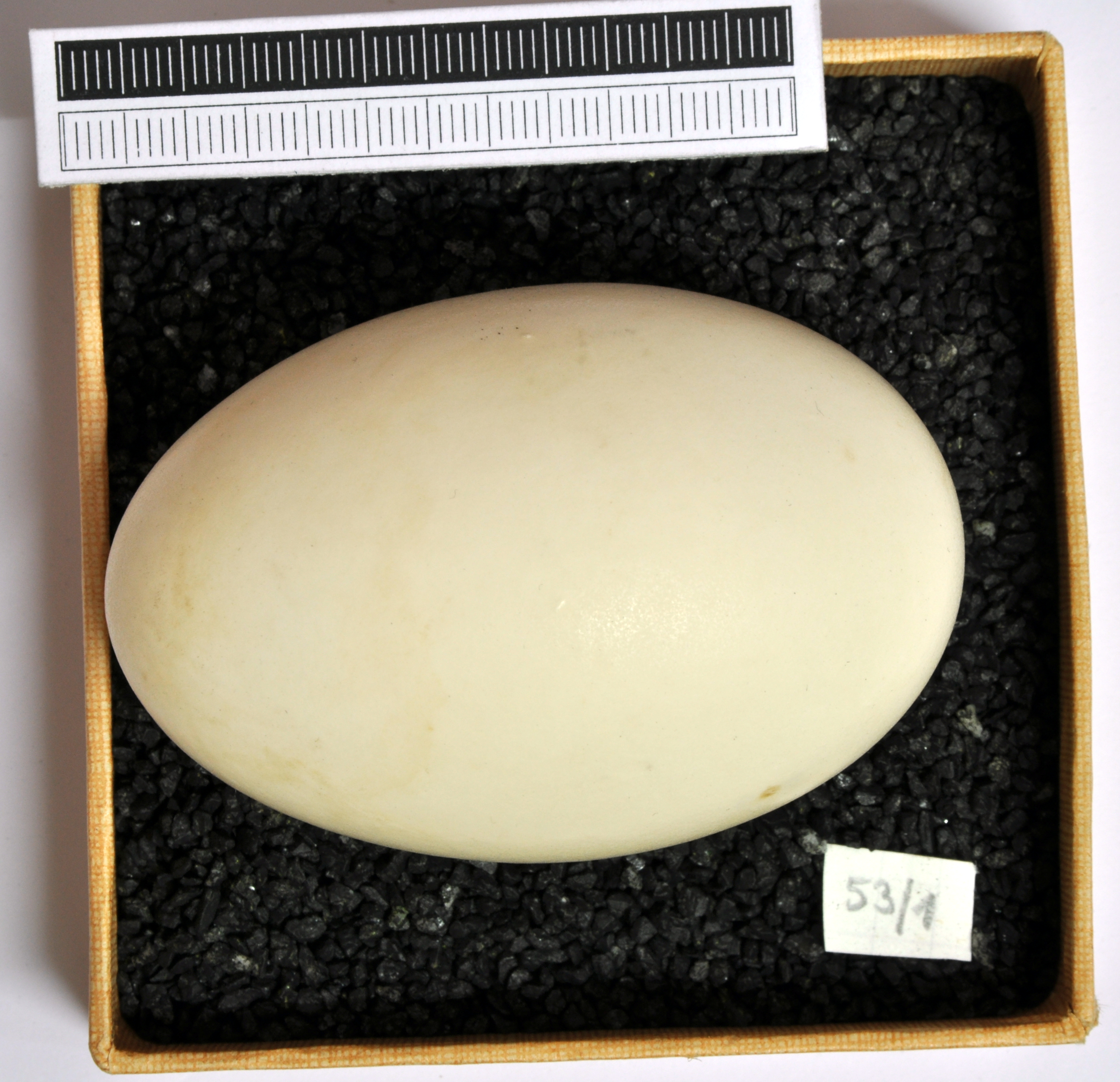
Gelege (Sammlung Museum Wiesbaden)

Brandgänse sind Höhlenbrüter und bevorzugen ein bis zwei Meter lange Erdröhren, an deren Ende sie ihre Nester errichten. Sie wählen als Neststandort bevorzugt Kaninchenbaue und sonstige Erdlöcher in Dünen, Dämmen oder Uferböschungen. Brandgänse brüten gelegentlich aber auch in Erdlöchern unter Gebäuden oder in den Zwischenräumen von Steinblöcken. Brandgänse sind sogar in bewohnten Fuchsbauen nachgewiesen worden. Brandgans und Fuchs halten für die Zeit der Aufzucht „Burgfrieden“. Zu enge Röhren wie etwa bei Kaninchenbauen werden von ihnen ausgescharrt. Brandgänse legen jedoch keine eigenen Höhlen an. Fehlen im Brutgebiet geeignete Höhlen, werden von den Brandgänsen auch mehr oder weniger offene Stellen unter Sträuchern angenommen. Das eigentliche Nest besteht aus einer mit Federn sowie blassgrauen Dunen ausgelegten Mulde.
Geeignete Nistplätze zeigt das Männchen an, indem es mit starr vorgestrecktem Kopf auf diese zuläuft. Das Weibchen wählt jedoch letztlich den Nistplatz aus. Nistplatz und Nahrungsreviere der Brandgans sind in der Regel voneinander getrennt. Dabei können die Nistplätze mehrerer Paare kolonienartig dicht beieinander liegen, während die Nahrungsreviere bis zu 3 km vom Nistplatz entfernt sind.

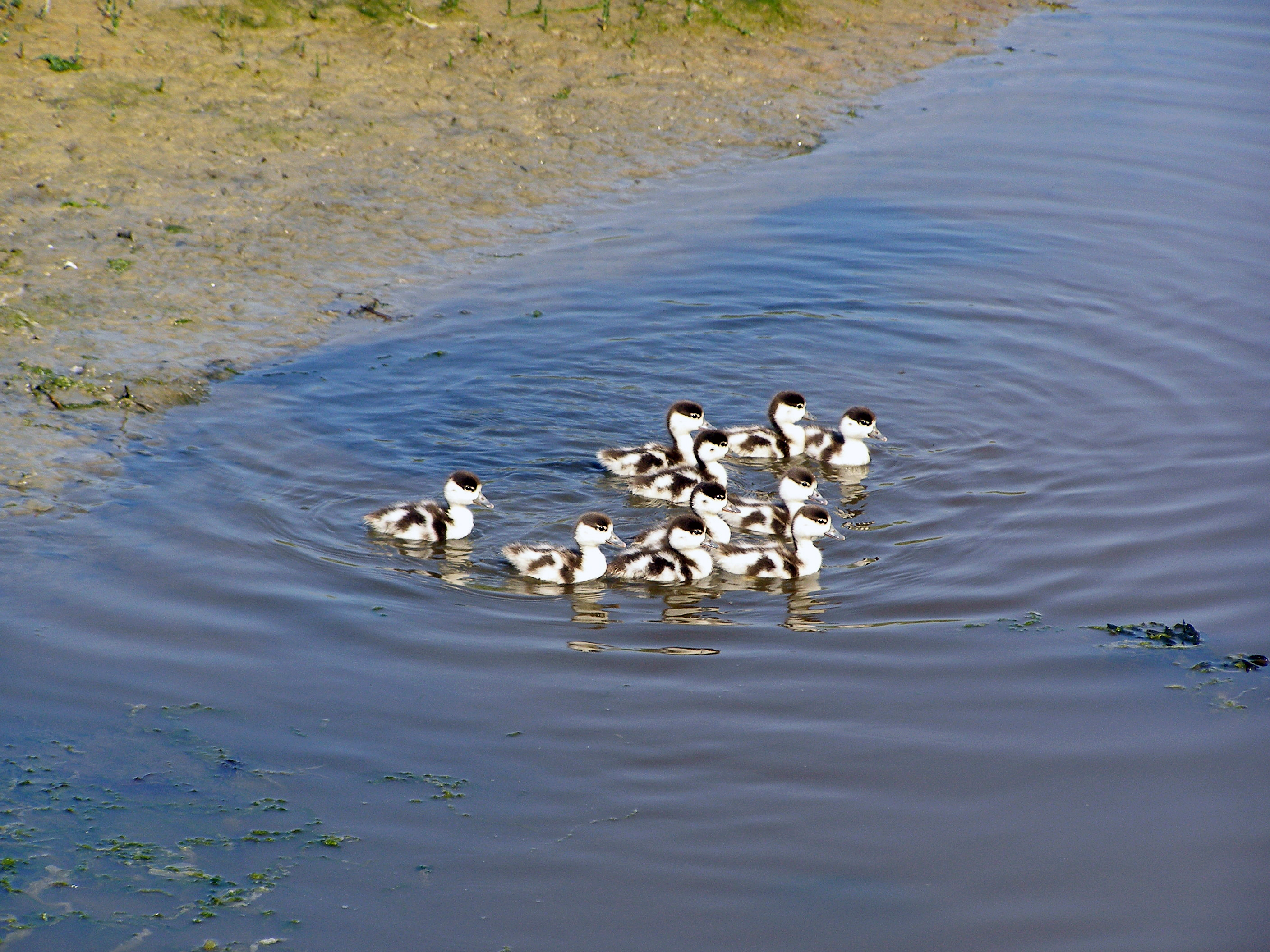
Küken der Brandgans an der Küste von Borkum

### Aufzucht der Jungvögel
Die Eiablage beginnt in der Regel neun Wochen nach Wiederbesetzung des Nistplatzes. Das Gelege eines Weibchens umfasst gewöhnlich zwischen sieben und zwölf Eier. Diese sind glattschalig, stumpfoval und rahmweiß. Die Eier wiegen zwischen 75 und 77 Gramm. Geht das Gelege verloren oder wird das Weibchen während der Bebrütung so gestört, dass es das Gelege aufgibt, erfolgt in der Regel kein Nachgelege.
Es brütet allein das Weibchen, das einen Brutfleck entwickelt. Das Weibchen verlässt etwa drei bis vier Mal am Tag das Gelege, um zu fressen und sich zu putzen. Das Männchen hält sich jedoch in der Nähe des brütenden Weibchens auf und begleitet dieses auf Flügen zu den Nahrungsplätzen. Das Gelege und die Jungen werden von beiden Geschlechtern verteidigt. Die Drohgebärden ähneln den Balzposen. Durch eine mögliche Gefahr erregte Männchen zeigen pumpende Kopf- und Halsbewegungen. Stark beunruhigte Männchen schaukeln mit ihrem ganzen Körper nach vorne und hinten und rufen dabei erregt. Kommt ein Eindringling zu nahe, attackieren ihn beide Geschlechter, indem sie gänseähnlich mit gesenktem Kopf und geöffnetem Schnabel auf ihn zurennen und gegebenenfalls auch beißen. Brandgänse verteidigen so Gelege und Jungen gegenüber Schwimmenten, Blässhühner, Möwen und sogar erfolgreich gegen Säugetiere. Die Jungvögel verbergen sich bei Gefahr in der Vegetation oder tauchen auf dem Wasser weg. Mausernde Altvögel tauchen bei Gefahr.
Relativ häufig kommt es auch zu Mischgelegen von mehreren Weibchen mit bis zu 50 Eiern in einem Gelege. Sogar artübergreifende Mischgelege mit Mittelsägern werden gelegentlich beobachtet. Die Bebrütung beginnt nach Ablage des letzten Eis, die Brutdauer beträgt zwischen 29 und 31 Tagen. Die Küken schlüpfen weitgehend synchron. In einer Studie wurde für eintägige Dunenküken ein durchschnittliches Gewicht von 48,8 Gramm festgestellt. Mit 21 Tagen wogen die Jungvögel 715 Gramm. Die Jungtiere können schon nach 42 bis 44 Tagen flugfähig sein. In der Regel sind sie spätestens nach ihrem 50. Lebenstag flügge.
Einige der Jungvögel werden bis zu ihrem Flüggewerden durch die Elternvögel betreut. Eine große Anzahl der Jungvögel werden aber noch vor diesem Zeitpunkt von ihnen verlassen. Diese Jungvögel bilden so genannte „Kindergärten“, die aus den Jungvögeln unterschiedlicher Gelege bestehen. Diese Kindergärten können bis zu 100 Jungvögel zählen. Geführt werden sie häufig von Altvögeln ohne Bruterfolg. Solche Pflegeeltern zeigen noch Ende September keine Anzeichen von Mauser. Die Geschlechtsreife erreichen junge Brandgänse in der Regel ab dem 22. Lebensmonat.

## Bruterfolg, Sterblichkeit und Alter
Die Nestdichte hat erheblichen Einfluss darauf, wie viele Jungvögel eines Geleges flügge werden. In Nestern in Kolonien schlüpfen in der Regel nur aus 25 bis 50 Prozent der Eier Dunenküken. Der geringe Bruterfolg ist vermutlich darauf zurückzuführen, dass es bei dicht stehenden Nestern häufig zu Störungen durch andere Brutpaare kommt. Bei weniger gestörten Nestern kann der Bruterfolg bis zu 90 Prozent betragen. Nach einer über 13 Jahre durchgeführten schottischen Studie wurden von den geschlüpften Dunenküken circa 35 Prozent flügge. Das entsprach einem Bruterfolg von jährlich einem Jungvogel pro Brutpaar. Zu den wesentlichen Fressfeinden der jungen Brandgänse zählen danach Silber- und Mantelmöwen sowie Krähen und Füchse. Ungünstige Wetterbedingungen führen ebenfalls zu hohen Sterblichkeitsraten.
Die Sterblichkeitsrate ausgewachsener Brandgänse beträgt 20 Prozent pro Jahr. Die durchschnittliche Lebenserwartung liegt bei 4,5 Jahren. Die älteste Brandgans, bei der man auf Grund ihrer Beringung das Lebensalter verlässlich bestimmen konnte, war 14,5 Jahre alt.

## Bestandsgröße und Bestandsentwicklung

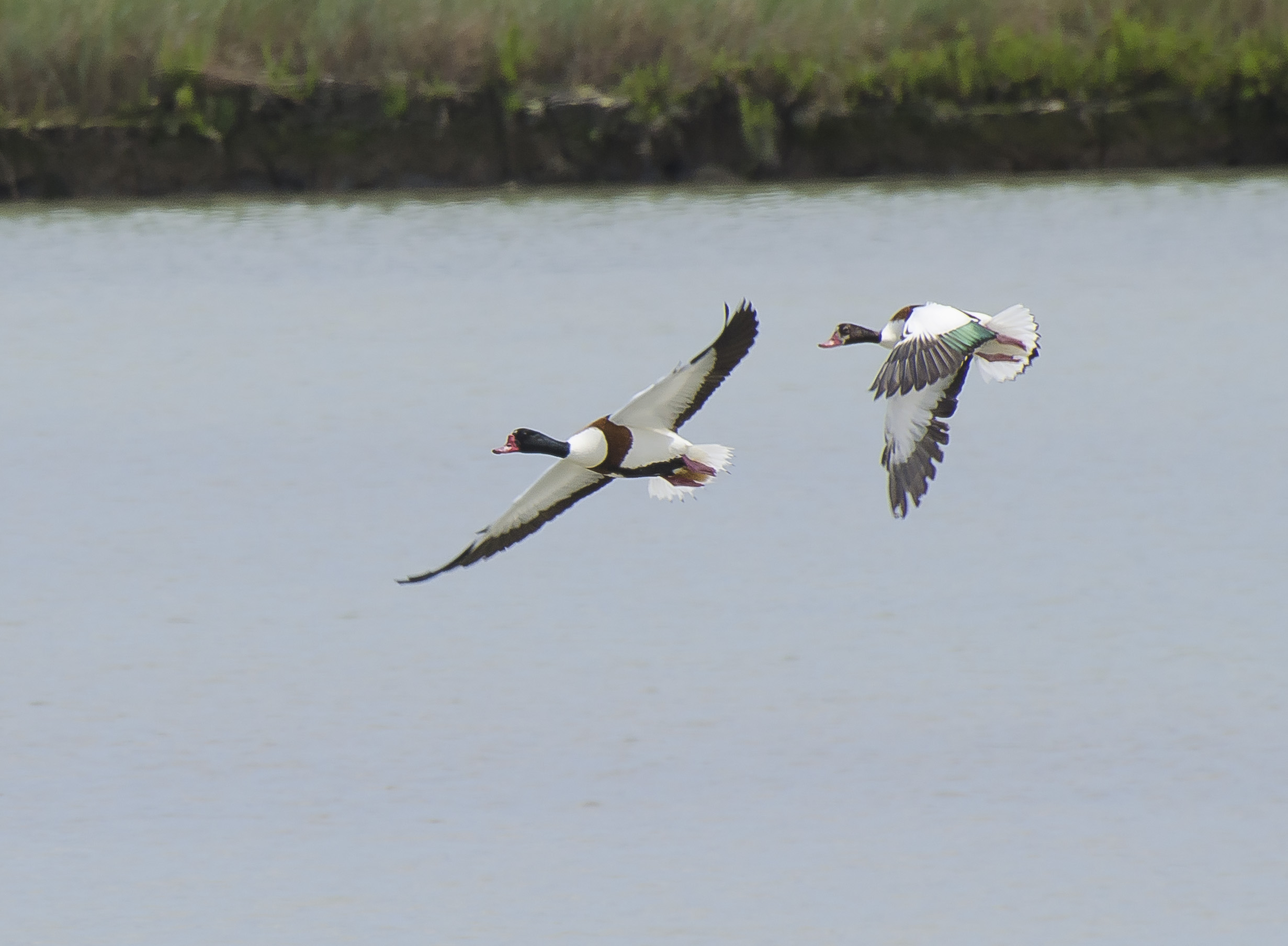
Brandgänse im Flug, aufgenommen in den Salzmarschen der Lagune von Venedig

Für Brandgänse sind verlässliche Angaben über die Größe des Bestandes verhältnismäßig einfach zu ermitteln, da sie sich außerhalb der Brutzeit an traditionellen Mauser- und Überwinterungsplätzen in oft großen Scharen versammeln.
Der Bestand an Brandgänsen ging insbesondere gegen Ende des 19. Jahrhunderts stark zurück. In ihren finnischen und nördlichen schwedischen Brutplätzen verschwand sie vollständig. Die Brandgans ist heute in den meisten nord- und mitteleuropäischen Ländern ganzjährig geschützt. Dank dieser Schutzmaßnahmen hat die Art stark zugenommen und dehnt ihr Verbreitungsgebiet seit einigen Jahrzehnten auch ins Binnenland aus. Bereits 1983 brüteten in den Niederlanden zwischen 6.000 und 9.000 Paare. Für 1985 wurde der Bestand in Deutschland auf 10.000 Brutpaare geschätzt. Nach den von der Ornithologin Janet Kear posthum im Jahre 2005 publizierten Zahlen überwintern im Nordwesten Europas jährlich 300.000, in Westasien, am Kaspischen Meer und im Nahen Osten 80.000, am Schwarzen Meer und im Mittelmeerraum 75.000, in Zentral- und Südasien zwischen 25.000 und 100.000 sowie in Ostasien 100.000 bis 150.000 Brandgänse. Die Bestände in Europa sowie am Kaspischen Meer nehmen dabei zu. Der Anstieg der Population in Nordwesteuropa wird für den Zeitraum von 1973 bis 1993 auf 50 Prozent geschätzt. Es gibt Hinweise darauf, dass der Populationszuwachs zwischen 1987 und 1996 zum Stillstand kam. Prognosen zur Verbreitungsentwicklung, die auf Klimamodellen beruhen, gehen davon aus, dass die Brandgans bis zum Ende des 21. Jahrhunderts als Brutvogel in Mitteleuropa weitgehend verschwinden wird, weil sie hier keine geeigneten Lebensräume mehr finden wird. Das Verbreitungsgebiet wird sich nach diesen Prognosen weiter nach Norden ausdehnen und unter anderem Island sowie Teile Fennoskandinaviens von dieser Art besiedelt werden.